# Cerebratulus roseus
Cerebratulus roseus är en djurart som tillhör fylumet slemmaskar, och som först beskrevs av Delle Chiaje 1841. Enligt Catalogue of Life ingår Cerebratulus roseus i släktet fläsknemertiner och familjen Cerebratulidae, men enligt Dyntaxa är tillhörigheten istället släktet fläsknemertiner, och ordningen Heteronemertea. Det är osäkert om arten förekommer i Sverige. Inga underarter finns listade i Catalogue of Life.